# Ali Khreiss
Ali Khreiss (علي خريس), né en 1957 au Nigeria, est un homme politique libanais.
Il est avec Robert Ghanem député libanais au Parlement arabe provisoire. Il est également député chiite de Tyr au parlement libanais depuis 1996 et membre du bloc de la Libération et du Développement et du mouvement Amal dirigé par Nabih Berri.